# Nash (Buckinghamshire)
Pour les articles homonymes, voir Nash.
Nash est une paroisse civile et un village du Buckinghamshire, en Angleterre.